# 圆尖藓属
圆尖藓属为灰藓科下的一個屬，主要分佈於美国、中国、印度、斯里兰卡、肯尼亚、乌干达和民主剛果。1980年，植物學家刘易斯·爱德华·安德森描述了該屬。

## 下属分类
- Bryocrumia vivicolor W. R. Buck, 1987